# Salmsach
Salmsach (toponimo tedesco) è un comune svizzero di 1 451 abitanti del Canton Turgovia, nel distretto di Arbon.

## Geografia fisica
Salmsach si affaccia sul lago di Costanza.

## Storia
Dal suo territorio nel 1832 fu scorporata la località di Hemmerswil, divenuta comune autonomo.

## Società

### Evoluzione demografica
L'evoluzione demografica è riportata nella seguente tabella:
Abitanti censiti

## Amministrazione
Ogni famiglia originaria del luogo fa parte del cosiddetto comune patriziale e ha la responsabilità della manutenzione di ogni bene ricadente all'interno dei confini del comune.